# Forum Romanum

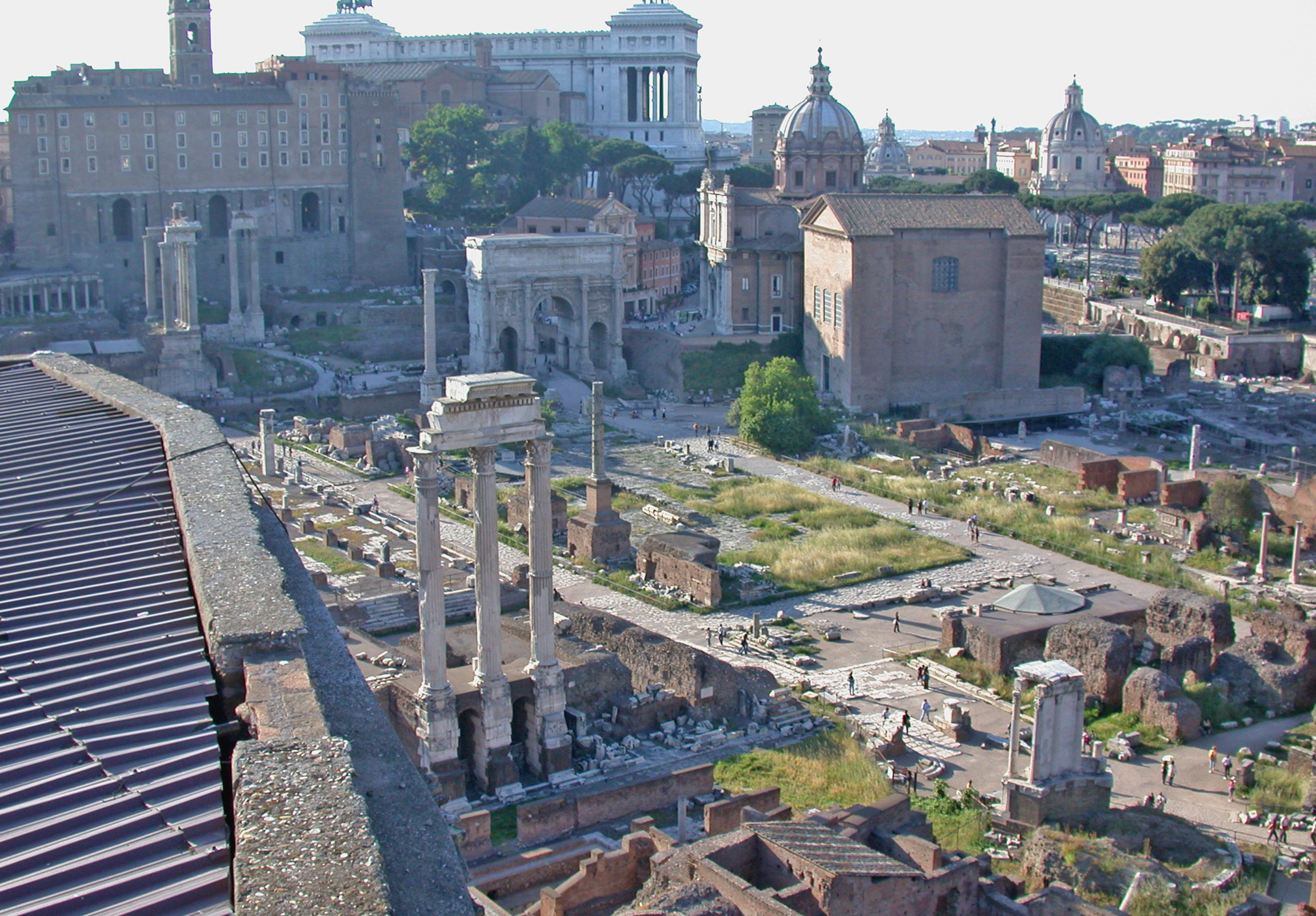
Forum, overzicht vanaf de Palatijn

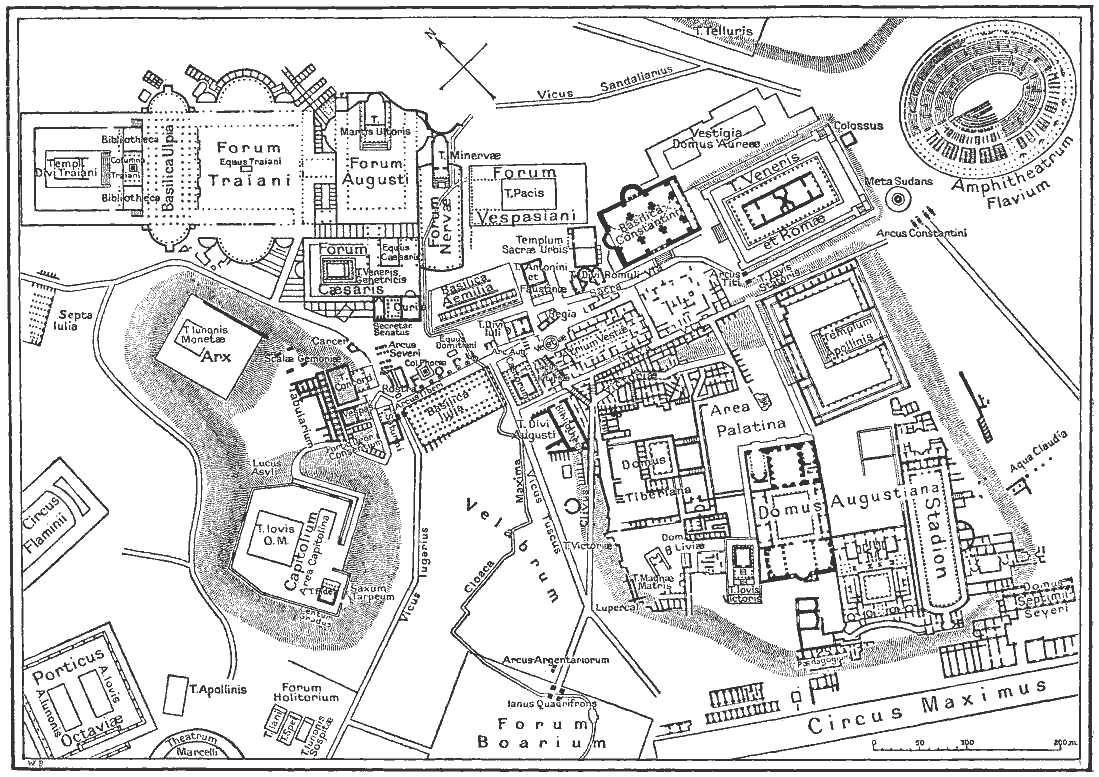
Kaart van het centrum van antiek Rome, met in het midden het Forum Romanum

Het Forum Romanum (Latijn voor Romeins marktplein) was in de oudheid het middelpunt van Rome. Het forum was in de gloriedagen van het Romeinse Rijk het politieke, juridische, religieuze en commerciële centrum van de stad.

## Geologie
Van oorsprong was het Forum Romanum een open vlakte tussen de twee bewoonde heuvels Capitool en de Palatijn. Nadat het moeras was drooggelegd werd het een plaats om handel te drijven, politieke bijeenkomsten te organiseren en godsdienstige praktijken te onderhouden.  Er ontsprong een natuurlijke bron en er liep een beek doorheen, de Velabrum, die uitmondde in een moerasachtig gebied bij de Tiber. De beek stroomde uit de dalen van de verderop gelegen heuvels Quirinaal, Viminaal, Oppius en Cispius, en kruiste het forum van het noorden naar het zuiden. De Velabrum werd bij het forum verder gevoed door diverse bronnen en stroompjes, waarvan de belangrijkste op de Velia lag. De lager gelegen delen van het dal waren drassig en overstroomden regelmatig.

## Geschiedenis

### Archaïsche tijd (10e eeuw - 8e eeuw v.Chr.)
In de 10e eeuw v.Chr. vormden zich de eerste nederzettingen op de Palatijn en andere heuvels. De Vicus Iugarius werd aangelegd door het dal van het forum en de inwoners van de dorpjes hielden waarschijnlijk een eenvoudige markt op de hoger gelegen delen van de vlakte. Ze verkochten er zout en andere waren, die via de nabijgelegen Tiber konden worden aangevoerd. De kopers waren boeren uit de omgeving. Daarnaast werd het forum gebruikt als begraafplaats. Er zijn diverse graven uit deze tijd teruggevonden.

### Koningstijd (8e eeuw - 6e eeuw v.Chr.)

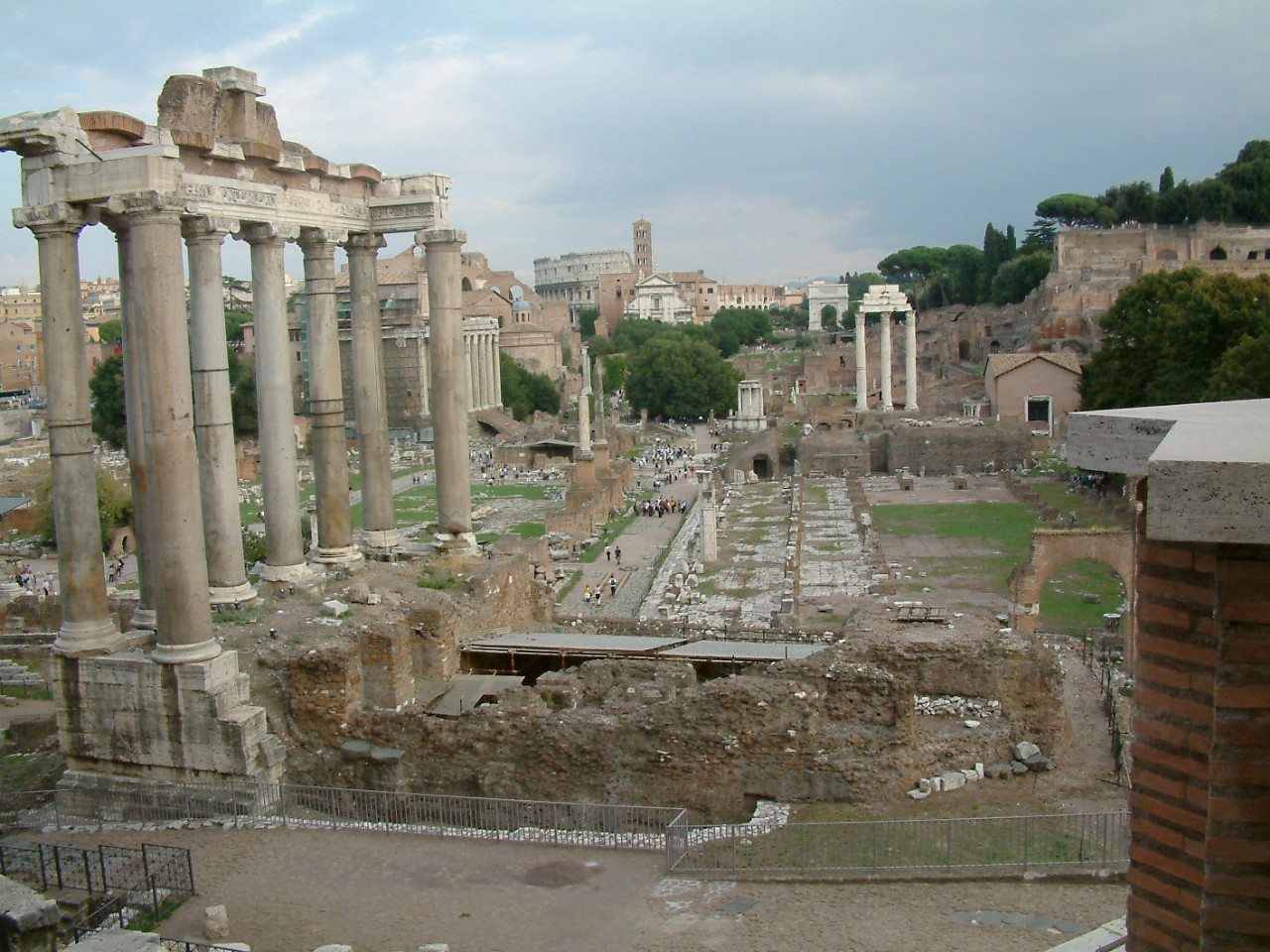
Ruïnes op het Forum: links de Tempel van Saturnus, in het midden de restanten van de Basilica Julia; de drie zuilen op de achtergrond zijn van de Tempel van Castor en Pollux

Vanaf de 8e eeuw v.Chr. verenigden de nederzettingen van de omliggende heuvels zich en ontstond de stad Rome, die in deze tijd geregeerd werd door koningen. Volgens de overlevering liet de tweede koning Numa Pompilius op het forum de Regia bouwen, dat hij als woning of hoofdkwartier gebruikte. Hij bouwde ook een van de eerste heiligdommen op het forum, de Tempel van Vesta. Bij de tempel hoorde het Huis van de Vestaalse Maagden en de Domus Publica, waar de pontifex maximus woonde.
De vijfde koning Tarquinius Priscus zou de Velabrum hebben gekanaliseerd, zodat de waterstroom gecontroleerd door de vallei richting Tiber kon lopen en overstromingen niet meer voorkwamen. Op de drooggevallen delen van het dal kon daarna gebouwd worden. Het nieuwe kanaal werd ook gebruikt als riool en kreeg de naam Cloaca Maxima, Latijn voor Grootste riool. Volgens de Romeinse historicus Livius verdeelde Tarquinius Priscus daarna het nieuw verkregen land onder de burgers en bouwde er zelf een aantal overdekte winkelstraten. Vanaf de 6e eeuw v.Chr. werd ook de Via Sacra, de belangrijkste weg op het forum, in oost-westelijke richting aangelegd. Het forum werd het politieke centrum van de stad toen op het nieuw verkregen land het comitium en de curia werden gebouwd. Het comitium was de plaats waar volksvergaderingen werden gehouden en in de curia zetelde de senaat. Bij het comitium hoorde de rostra, een podium vanwaar de magistraten het volk konden toespreken. In de buurt van het comitium werden altaars voor Saturnus en Vulcanus opgericht.

### Republikeinse tijd (509 - 54 v.Chr.)

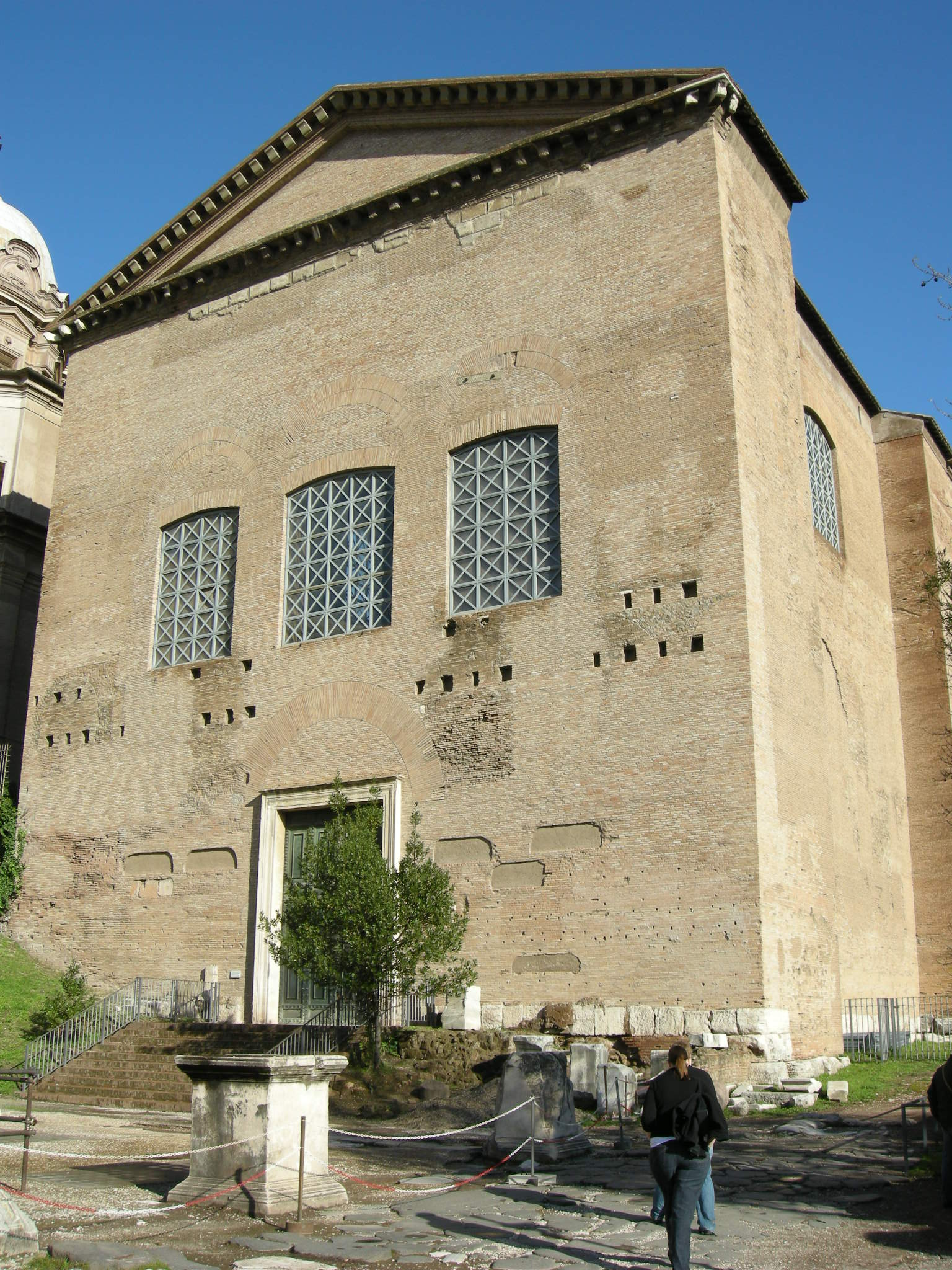
De Curia Julia

In de vroege jaren van de Romeinse Republiek verscheen een aantal monumentale bouwwerken op het forum. In 497 v.Chr. werd de Tempel van Saturnus gebouwd, in 484 v.Chr. gevolgd door de Tempel van Castor en Pollux, die bij de Bron van Juturna werd gebouwd waar de mythologische tweeling zou zijn verschenen. Tussen en tegenover de tempels van Castor en Pollux en van Saturnus verschenen de tabernae, rijen winkels waar in het begin vooral ambachtelijke bedrijfjes als slagers waren gevestigd. Vanaf de 4e eeuw v.Chr. verplaatsten deze bedrijfjes zich echter naar andere markten buiten het Forum Romanum. Hun plaats werd voornamelijk ingenomen door bankiers. De legendarische generaal en politicus Marcus Furius Camillus zou in 367 v.Chr. de eerste Tempel van Concordia hebben gebouwd, maar hiervoor is geen archeologisch bewijs gevonden.
Het forum werd zo het politieke, religieuze en commerciële centrum van Rome. Het werd gebruikt voor spelen en ceremonies. Een van de spectaculairste hiervan was de triomftocht, waarbij de zegevierende republikeinse generaals in een imponerende stoet over de Via Sacra naar de Tempel van Jupiter Optimus Maximus op de Capitolijn trokken. Op het forum konden de burgers hun generaal bejubelen en de langsrijdende wagens met geroofde rijkdommen bekijken. De open ruimte leende zich ook prima voor gladiatorengevechten en toneelvoorstellingen, waarvoor tijdelijke houten theaters werden gebouwd.
Rond 200 v.Chr. werden de eerste monumentale basilica's op het forum gebouwd. Binnen enkele decennia verschenen de Basilica Porcia (184 v.Chr.), de Basilica Aemilia (179 v.Chr.) en de Basilica Sempronia (170 v.Chr.) In deze jaren veroverden de Romeinen grote delen van de mediterrane wereld en de steeds rijker wordende Romeinen lieten kostbare bouwwerken oprichten om hun status te kunnen tonen. De tabernae verdwenen langzaam van het forum en de handel verplaatste naar de basilica's, waar ook recht werd gesproken. In 121 v.Chr. sloeg consul Lucius Opimius een grote volksopstand neer en herbouwde de Tempel van Concordia op het terrein aan de voet van de Capitolijn, met daarnaast de kleine Basilica Opimia. Quintus Fabius Maximus was zijn medeconsul van dat jaar en liet na een overwinning op de Gallische stam der Allobrogen de eerste triomfboog op het forum bouwen, de Boog van Fabius.

In de eerste helft van de laatste eeuw v.Chr. veranderde er niet veel op het forum. Het grote plein werd opnieuw geplaveid en de dictator Sulla liet op de helling van de Capitolijn het Tabularium bouwen. De Cloaca Maxima stroomde nog steeds als een open kanaal door het forum en verdeelde het in tweeën. Tijdens de onrustige laatste jaren van de republiek ontstonden regelmatig grote rellen op het forum. Politici hitsten het volk op en brachten knokploegen mee om door intimidatie een zaak in hun voordeel te kunnen beslissen.

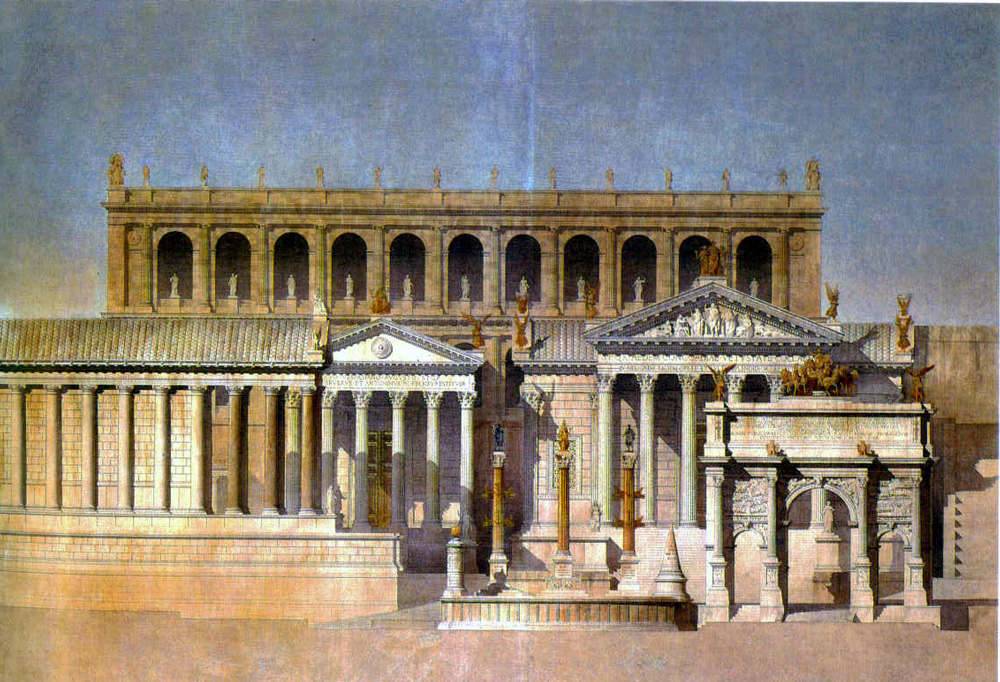
Reconstructie van de westelijke zijde van het forum in de keizertijd, met v.l.n.r. de Tempel van Saturnus, de Tempel van Vespasianus, de Tempel van Concordia en de Boog van Septimius Severus. Op de achtergrond het Tabularium

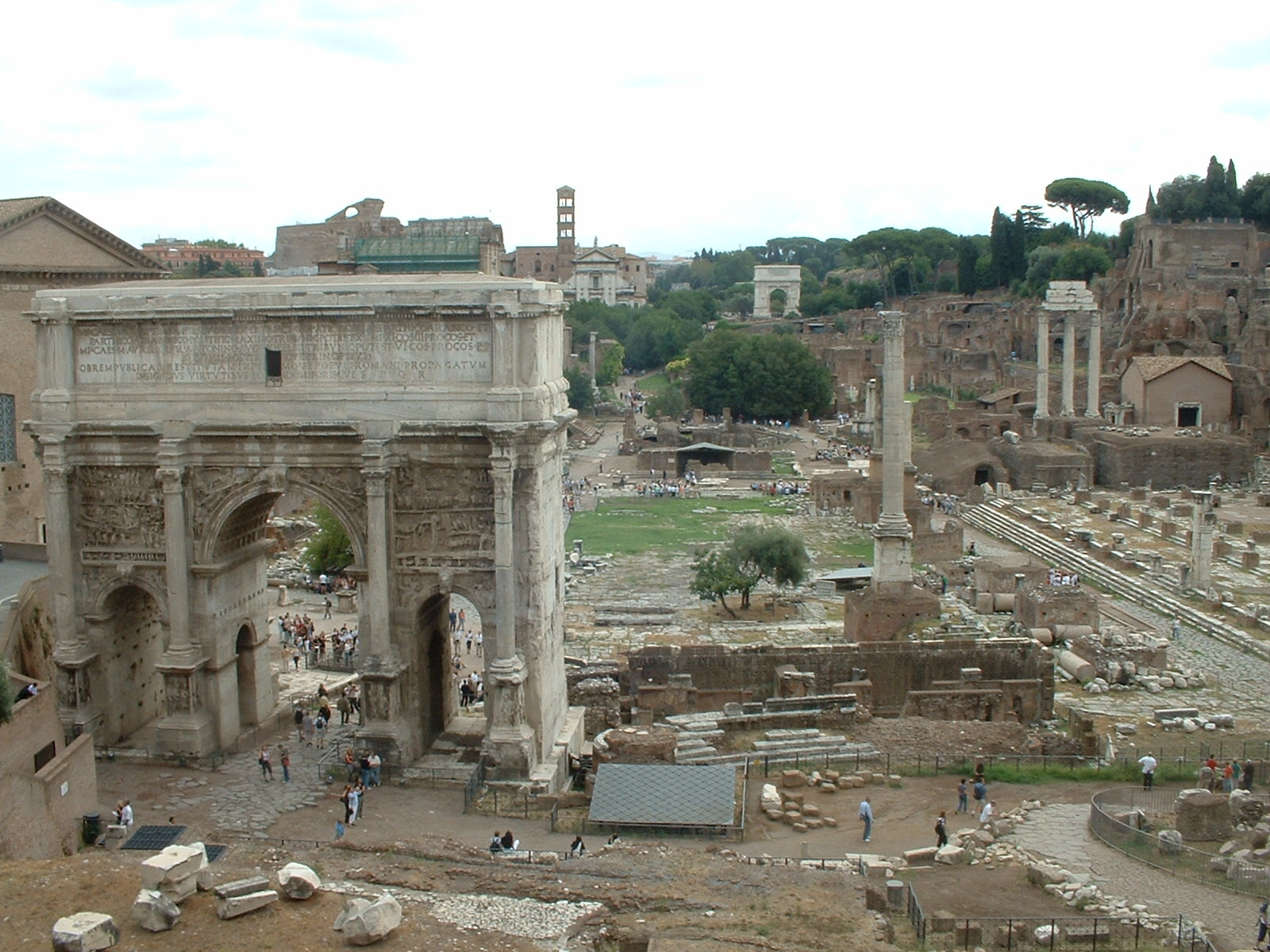
Links de Boog van Septimius Severus, daarachter het centrale plein met de Zuil van Phocas

### Caesar en Augustus (54 v.Chr. - 14 n.Chr.)
Tussen 58 en 50 v.Chr. was Julius Caesar proconsul van Gallië. Door de buit van zijn vele overwinningen daar werd hij een van de rijkste mannen van de stad en wilde dit in navolging van Pompeius, die een enorm groot theater had gebouwd, ook laten zien. In 54 v.Chr. was hij nog buiten de stad maar gaf opdracht om de Basilica Julia te bouwen op de plaats van de door brand verwoeste Basilica Sempronia. Caesar had grote plannen voor een herinrichting van het forum. Door de enorme groei van de stad was het Forum Romanum te klein geworden en hij bouwde daarom een nieuw forum, direct aan de noordelijke zijde. Onderdeel van deze plannen was de Curia Julia, een nieuw senaatsgebouw ter vervanging van de oude curia, die bij rellen in 52 v.Chr. was afgebrand. De nieuwe curia kreeg een andere oriëntatie om in een lijn te komen met het nieuwe forum dat er direct achter werd gebouwd. Caesar werd vermoord voordat al zijn bouwwerken klaar waren, maar zijn erfgenaam Octavianus nam deze taak op zich en voltooide de basilica, de curia en het nieuwe forum.
Na de moord werd Caesar op het forum gecremeerd. Octavianus liet zijn adoptiefvader vergoddelijken en bouwde in 29 v.Chr. op de crematieplaats de Tempel van Caesar. In 33 v.Chr. liet Marcus Vipsanius Agrippa de Cloaca Maxima overdekken, waardoor het forum in een grote openbare ruimte veranderde. In 14 en 9 v.Chr. gingen bij branden op het forum de net gebouwde Basilica Julia, de Basilica Aemilia en de Tempel van Castor verloren. Octavianus, die in 27 v.Chr. als Augustus de eerste Romeinse keizer was geworden, liet ze echter weer herbouwen. Aan de Basilica Aemilia liet hij de Porticus van Gaius en Lucius bouwen, een twee verdiepingen hoog winkelcomplex dat de basilica aan het oog onttrok. De Boog van Augustus gaf toegang tot het vernieuwde forum en verbond de Tempel van Caesar met de Tempel van Castor en Pollux. Aan de andere zijde van het plein, in een rechte lijn met de Tempel van Caesar, herbouwde Tiberius in 12 n.Chr. de Tempel van Concordia op grootse wijze en plaatste er veel belangrijke kunstwerken in.

### Keizertijd (14 - 476 n.Chr.)
Na Augustus behield het forum zijn toenmalige vorm. Er werden nog wel enkele tempels bijgebouwd, maar verder werden er voornamelijk kleinere monumenten ter ere van de keizers opgericht. Augustus, Domitianus, Vespasianus en Trajanus bouwden elk nog een nieuwe forum dicht tegen het Forum Romanum aan. Samen met het Forum van Caesar waren dit de keizerlijke fora.
In 16 liet Tiberius een triomfboog oprichten tussen de Tempel van Saturnus en de Basilica Julia. De boog was gebouwd ter ere van een overwinning van Germanicus, maar omdat die onder auspiciën van Tiberius was behaald, kreeg de boog de naam van de keizer. Tiberius bouwde ook een tempel voor de vergoddelijkte Augustus, die op een nog onbekende plaats achter de Basilica Julia moet hebben gestaan. Tussen de Tempel van Concordia en de Tempel van Saturnus bouwde Titus in 80 de Tempel van Vespasianus voor zijn overleden vader, maar hij stierf zelf voordat dit heiligdom klaar was. Zijn broer Domitianus voltooide de tempel en wijdde het daarna ook aan Titus. Achter de Tempel van Castor bouwde Domitianus een enorm groot atrium voor zijn paleis op de Palatijn. Men kon hier vanaf het forum via een groot trappenhuis de top van de heuvel bereiken, al is niet duidelijk of het gebouw ooit is voltooid. De imponerende restanten zijn nog duidelijk zichtbaar. Ter ere van een overwinning van de keizer op de Germaanse stam der Chatten werd het grote Ruiterstandbeeld van Domitianus op het forum opgericht. Nadat Domitianus werd vermoord sprak de senaat echter de damnatio memoriae uit over zijn nagedachtenis en werd het beeld weer afgebroken. De Porticus van de twaalf goden, waarvan de weer opgerichte zuilen direct naast de Tempel van Vespasianus staan, wordt toegeschreven aan Hadrianus, die tussen 117 en 138 regeerde. Dit bouwwerk diende onder meer om deze hoek van het forum op fraaie wijze af te sluiten. Antoninus Pius bouwde in 150 de laatste tempel aan het forum, ter ere van zijn overleden vrouw Faustina. Na zijn eigen dood werd de tempel ook aan Antoninus zelf gewijd. De Boog van Septimius Severus was in 204 het laatste grote bouwwerk dat aan het forum werd toegevoegd. Ter ere van deze keizer werd er ook een groot ruiterstandbeeld opgericht.
Na de regering van de Severische keizers brak de Romeinse crisis van de 3e eeuw uit, die grote invloed had op de verdere geschiedenis van het rijk en de stad. Gedurende vijftig jaar werd er vrijwel niets meer gebouwd. Pas nadat Diocletianus rond 284 de orde had hersteld, kwamen er weer nieuwe bouwactiviteiten. Dit was ook nodig, want in 283 woedde een grote brand op het Forum die veel gebouwen beschadigde en de Basilica Julia en Curia Julia verwoestte. Diocletianus liet beide gebouwen in hun oude luister herbouwen. Hij bouwde een nieuwe rostra tegenover de Tempel van Caesar en liet op de oude rostra bij de curia vijf erezuilen oprichten. Langs de zuidelijke rand van het plein werden vervolgens nog zeven zuilen gebouwd. In de late oudheid werd op het forum nog regelmatig een eremonument toegevoegd, maar niet meer grote schaal. De antieke bouwwerken werden als symbool van de grootsheid van het rijk met respect behandeld en regelmatig onderhouden en gerepareerd. In de jaren 360 vond er nog een opmerkelijke restauratie op het forum plaats; de stadsprefect Vettius Agorius Praetextatus ging in tegen de tijdgeest van het opkomende christendom en was nog een vereerder van de oude Romeinse godsdienst. Na een grote brand liet hij de Porticus van de twaalf goden nog eenmaal herbouwen. Aan het begin van de vijfde eeuw woedde er weer een grote brand op het forum, mogelijk tijdens de inval van de Gothen onder Alarik I in 410. De Basilica Aemilia werd hierbij verwoest, maar werd in de jaren daarna nog gedeeltelijk herbouwd.

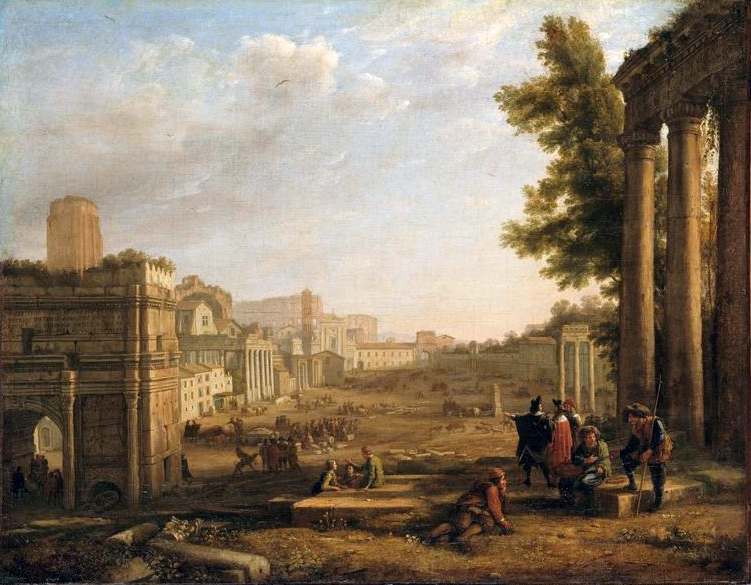
Campo Vaccino, Claude Lorrain (1636)

### Middeleeuwen en renaissance
Na de val van het West-Romeinse Rijk veranderde er de eerste eeuwen niet veel op het forum, dat nog steeds door de inwoners van Rome werd gebruikt. In de tweede helft van de 6e eeuw werd de kerk van S. Maria Antiqua op het terrein naast de Tempel van Castor gebouwd. In 608 werd op het plein van het forum het laatste nieuwe monument ingewijd, de Zuil van Phocas, hoewel deze zuil waarschijnlijk al enkele eeuwen eerder door Diocletianus was opgericht.
Gedurende de middeleeuwen had de sterk uitgedunde bevolking van Rome niet meer de middelen om de antieke gebouwen op het forum te onderhouden en de meeste bouwwerken vervielen tot ruïnes. De Tempel van Antoninus Pius en de Curia Julia werden omgebouwd tot een kerk en bleven zo van dit lot bespaard. De Boog van Septimius Severus diende als voorportaal van een andere kerk en bleef daardoor ook behouden. Een aantal aardbevingen, met name die van 847, brachten grote schade toe aan de verlaten gebouwen en het kostbare marmer en ijzer werd uit de ruïnes verwijderd om in nieuwe gebouwen hergebruikt te kunnen worden. Vooral in de renaissance was dit een normale zaak en in dit tijdperk verdwenen de meeste antieke gebouwen. Hooguit hun fundering of een paar losstaande zuilen bleven bewaard. Gedurende de eeuwen vormde zich een grote laag puin en aarde over de restanten, die daarna vrijwel geheel onder de grond verdwenen. Het forum veranderde langzaam in een weiland waarop boeren hun koeien tussen de laatste antieke resten lieten grazen. Het kreeg destijds de bijnaam Campo Vaccino, het koeienveld.

### Moderne tijd, opgravingen
Al tijdens de renaissance kreeg men weer interesse in het oude Rome en de antieke gebouwen van het forum, maar dit uitte zich voornamelijk in ongeregeld schatgraven op diverse plaatsen verspreid over het terrein. Vanaf 1800 ging men structureler te werk. De Boog van Septimius Severus was voor bijna de helft begraven en werd in 1803 weer helemaal blootgelegd. De Fransen waren destijds aan de macht en hadden bijzondere interesse in de oudheden. Franse onderzoekers brachten in de eerste helft van de 19e eeuw de restanten van de tempels van Castor en Pollux, Concordia, Saturnus en Vespasianus weer bovengronds. Na 1870 volgde een algehele opgraving van het forum tot aan het grondniveau van de 4e en 5e eeuw. Vanaf 1898 ging de Italiaanse archeoloog Giacomo Boni nog een stap verder en groef de bodem af tot het grondniveau uit de tijd van Augustus. Hierbij werden veel belangrijke vondsten gedaan en het forum in zijn huidige staat dankt zijn uiterlijk aan deze opgravingen. Op specifieke plaatsen deed men later opgravingen die nog dieper gingen. Hierbij werden onder andere de restanten van het oude comitium aangetroffen en een begraafplaats uit de archaïsche tijd.
Tegenwoordig vormen de restanten van het Forum Romanum een archeologisch park dat tegen betaling toegankelijk is. Het forum is een van de grootste toeristische attracties van de stad.

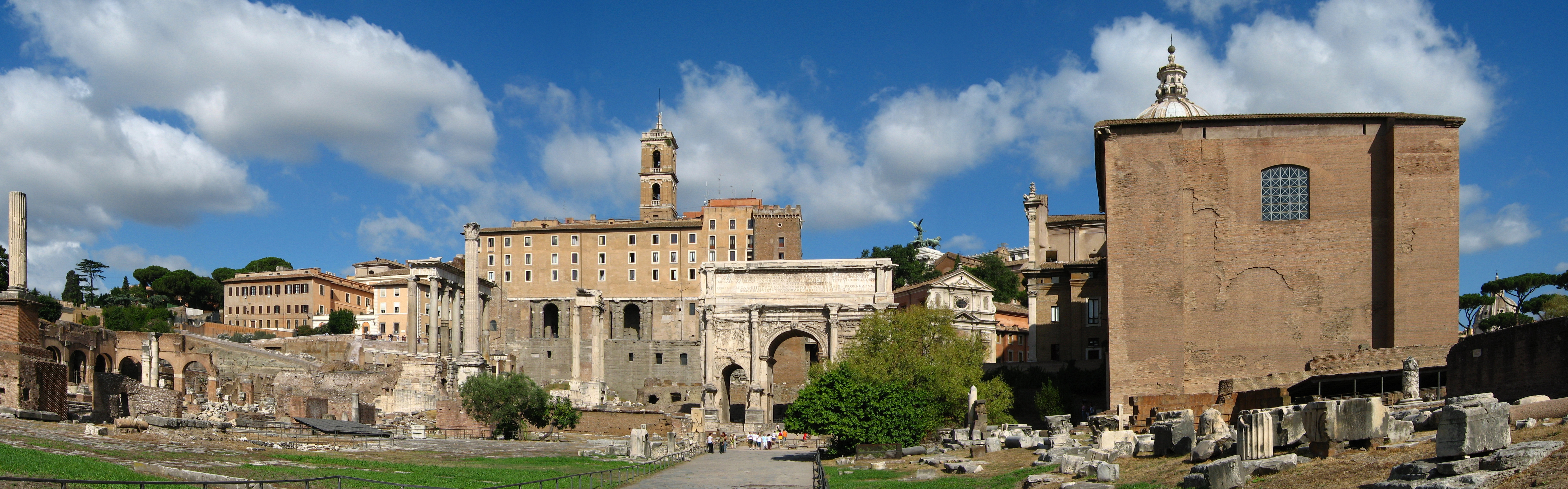
Het forum tegenwoordig, gezien vanaf de Via Sacra

## Bouwwerken op de Velia
Het terrein van het Forum Romanum omvat in principe alleen het grote plein met de gebouwen daar direct om heen. Het gebied direct achter de Regia en de Tempel van Vesta hoorde niet bij het forum. Hier loopt het terrein langzaam omhoog op de helling van de Velia. Op deze heuvel stond waarschijnlijk al in de ijzertijd een kleine nederzetting. Later vestigden de rijke inwoners van Rome zich daar in luxe villa's, maar tijdens de Grote brand van Rome in 64 werd de wijk verwoest. Nero liet het terrein herbouwen met onder meer een grote colonnade. Hij bouwde er ook een atrium voor zijn Domus Aurea, waarin hij een 35 meter hoog standbeeld van zichzelf plaatste. Vespasianus bouwde er vervolgens de Horrea Vespasiani, een groot marktcomplex. Zijn zoon Domitianus richtte over de Via Sacra de Boog van Titus op, boven op de top van de heuvel. De boog vormde zo de toegang tot het forum vanuit het dal van het Colosseum. Hadrianus liet in de 2e eeuw de grote Tempel van Venus en Roma bouwen, waarvoor de Colossus van Nero verplaatst werd naar het plein voor het Colosseum. Aan het begin van de 4e eeuw liet Maxentius aan de Via Sacra de Tempel van Romulus bouwen ter ere van zijn overleden zoon, mogelijk op de plaats van een tempel ter ere van Jupiter Stator. Maxentius startte ook met de bouw van de Basilica Nova, die echter werd voltooid door zijn grote rivaal Constantijn de Grote.
De monumenten op de Velia horen tegenwoordig ook bij het archeologische park van het Forum Romanum.

## Monumenten

### Religie

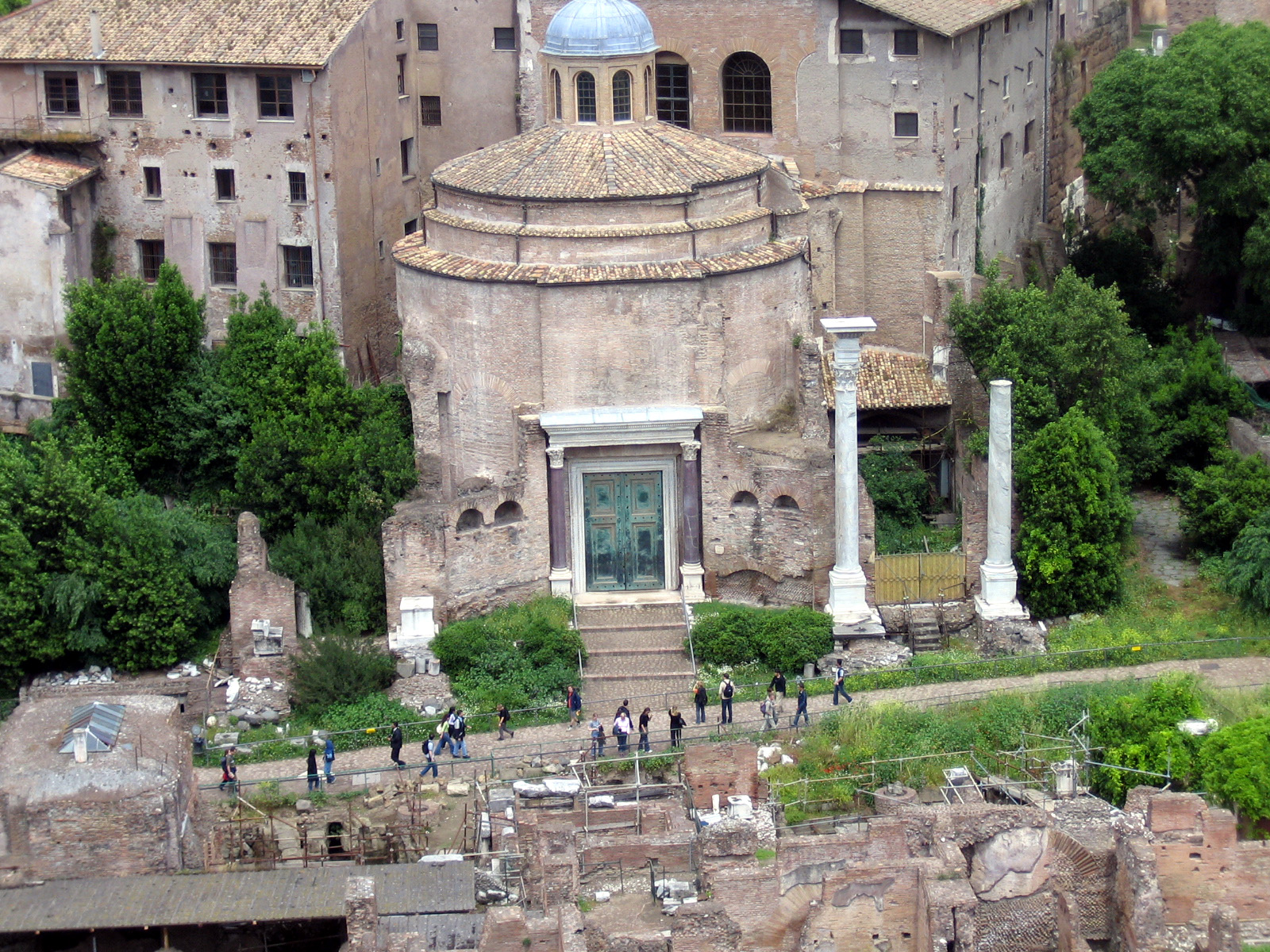
Tempel van Romulus

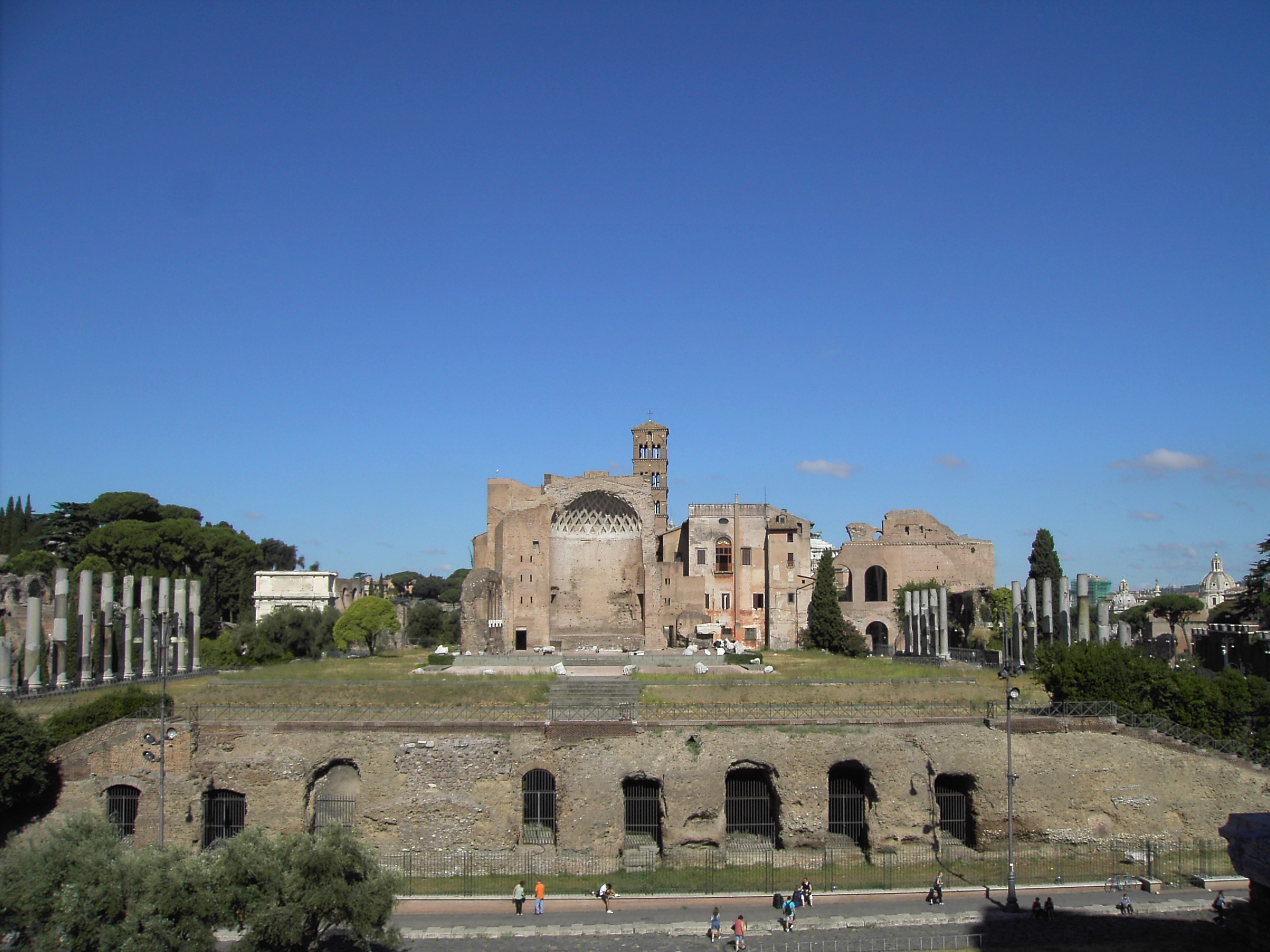
Tempel van Venus en Roma

- Domus Publica
- Huis van de Vestaalse Maagden
- Lapis Niger
- Porticus van de twaalf goden
- Puteal Scribonianum
- Tempel van Antoninus en Faustina
- Tempel van Augustus
- Tempel van Caesar
- Tempel van Castor en Pollux
- Tempel van Concordia
- Tempel van Janus
- Tempel van Romulus
- Tempel van Saturnus
- Tempel van Venus Cloacina
- Tempel van Venus en Roma
- Tempel van Vespasianus en Titus
- Tempel van Vesta

### Basilicae

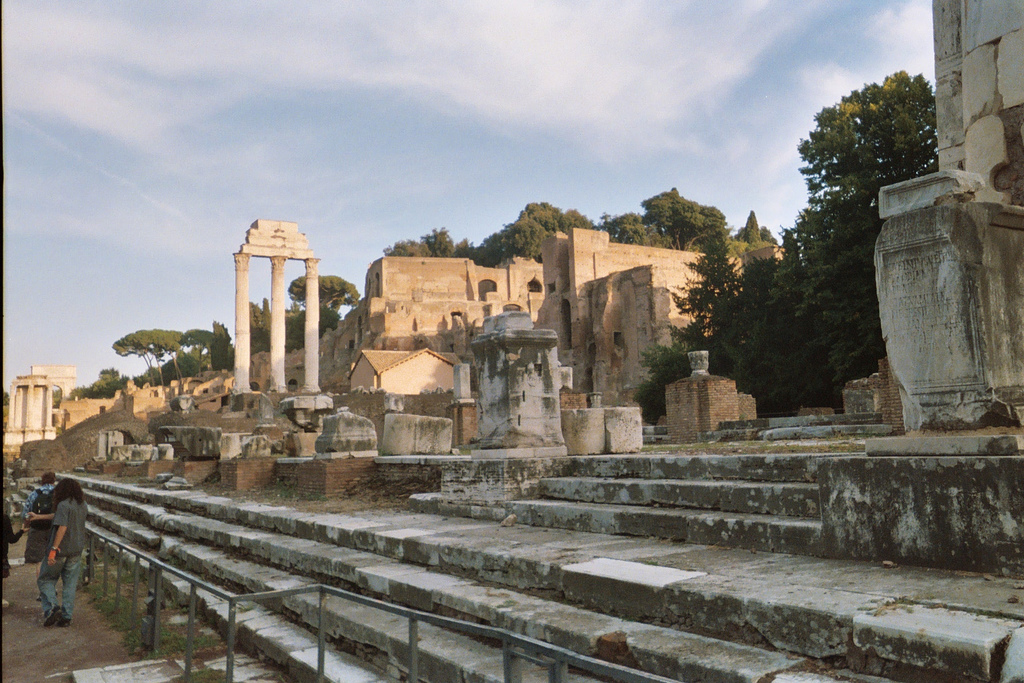
Basilica Julia

- Basilica Aemilia
- Basilica Julia
- Basilica van Maxentius
- Basilica Opimia
- Basilica Porcia
- Basilica Sempronia

### Triomfbogen

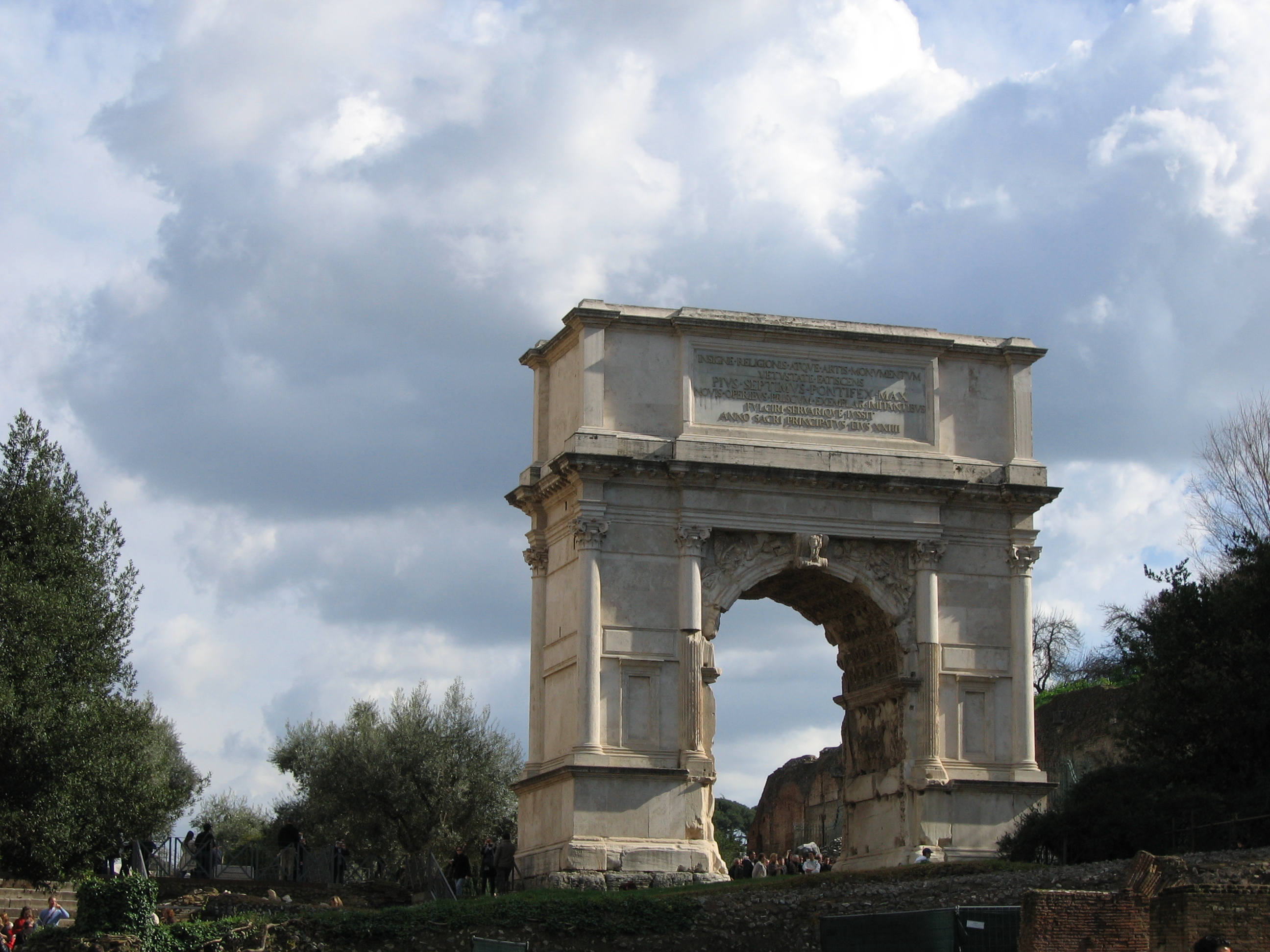
Boog van Titus

- Boog van Augustus
- Boog van Fabius
- Boog van Septimius Severus
- Boog van Tiberius
- Boog van Titus

### Politiek
- Comitium
- Curia Julia
- Rostra

### Overig
- Bron van Juturna
- Decennaliazuil
- Forum van Caesar
- Gemonische trappen
- Lacus Curtius
- Milliarium Aureum
- Porticus van Gaius en Lucius
- Regia
- Ruiterstandbeeld van Domitianus
- Ruiterstandbeeld van Constantijn
- Tabularium
- Umbilicus Urbis Romae
- Via Sacra
- Zuil van Phocas